# Joachim Kößler

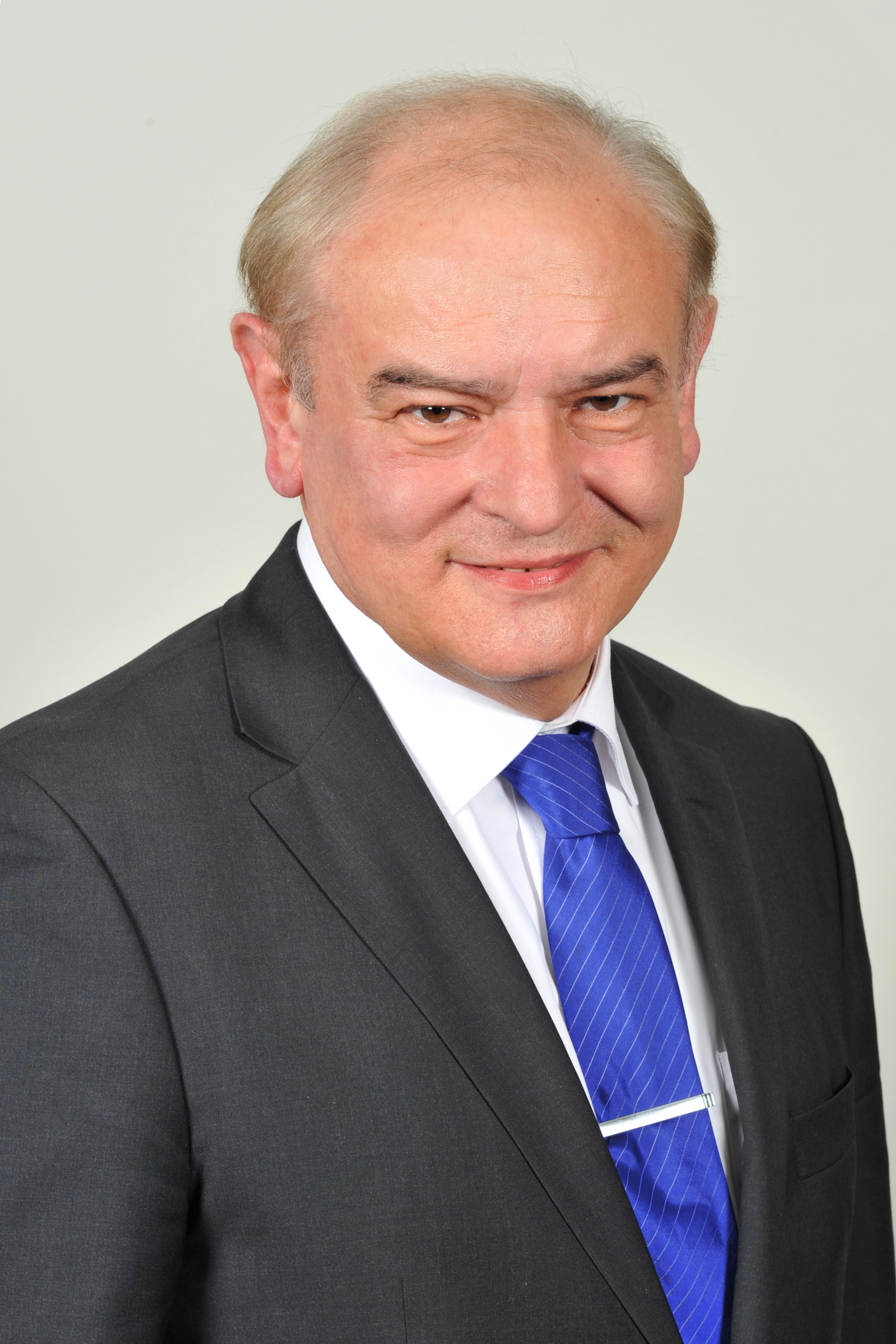
Joachim Kößler 2013

Joachim Kößler  (* 17. November 1950 in Bretten) ist ein Bundesbankdirektor außer Dienst und Politiker der CDU. Von 2006 bis 2021 war er Abgeordneter im Landtag von Baden-Württemberg.

## Ausbildung und Beruf
Joachim Kößler wuchs im Brettener Stadtteil Rinklingen auf und machte nach der Volksschule eine Ausbildung zum Industriekaufmann. Danach besuchte er die Berufsaufbauschule mit dem Abschluss der Mittleren Reife und leistete den Wehrdienst ab. Er studierte an der Fachhochschule Pforzheim und beendete diese mit dem Abschluss Diplom-Betriebswirt (FH). Des Weiteren folgte ein Studium an der Ruprecht-Karls-Universität Heidelberg mit dem Abschluss als Diplom-Volkswirt.
Er arbeitete in Stuttgart, Frankfurt am Main, Ludwigshafen am Rhein und Mannheim, bevor er als Bundesbankdirektor Leiter der Filiale Karlsruhe der Deutschen Bundesbank wurde. Neben dieser Arbeit hält er Vorlesungen im Fach Volkswirtschaftslehre/Wirtschaftspolitik an der Berufsakademie Karlsruhe.

## Politische Tätigkeit
Joachim Kößler begann seine politische Laufbahn bei der Jungen Union (JU) in seinem Geburtsort Bretten. Bei der Jungen Union übernahm er die Aufgabe eines Vorstandsmitglieds und wurde später stellvertretender Kreisvorsitzender von Karlsruhe-Land. In der Mutterpartei wurde er dann in den CDU-Vorstand von Gondelsheim gewählt und gehört dem Kreisvorstand der CDU Karlsruhe-Land als stellvertretender Vorsitzender an. Zudem vertritt er den Kreisverband im Bezirksvorstand der CDU Nordbaden.
Seit der Landtagswahl 2006 war er für den Landtagswahlkreis Bretten Abgeordneter im Landtag von Baden-Württemberg, dies zunächst mit einem Direktmandat, nach der Landtagswahl 2016 mit einem Zweitmandat. Dort war Kößler Mitglied im Finanzausschuss und Ständigen Ausschuss.
Als Abgeordneter war er Mitglied des Medienrats der Landesanstalt für Kommunikation Baden-Württemberg und Mitglied des Verwaltungsrats des Badischen Staatstheaters Karlsruhe.
Kößler kandidierte bei der Landtagswahl in Baden-Württemberg 2021 nicht erneut.

## Familie und Privates
Joachim Kößler ist verheiratet, hat zwei Töchter und einen Sohn. Er ist gesellschaftlich als Mitglied des Beirats der Suchtkrankenhilfe der Evangelischen Stadtmission Heidelberg gGmbH ehrenamtlich engagiert.